# Ducado de Joyeuse

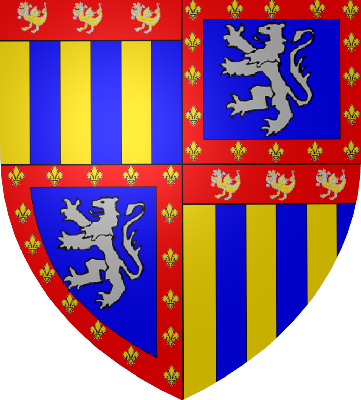
Armas del Duque de Joyeuse.

El Ducado de Joyeuse es un ducado-par creado por Enrique III de Francia con el vizcondado de Joyeuse y los señoríos de Baubiac, Rosières, La Blanchières, La Baume, Saint-Aubain, Saint-André, Saint-Sauveur, a los que el Rey añadió la tierra y el señorío de Limours, en favor de su favorito Anne de Joyeuse.

## Titulares

### Casa de Joyeuse
- Anne de Joyeuse (1560 - 1587), hijo de Guillermo de Joyeuse y María de Batarnay.
- Francisco de Joyeuse (1562 - 1615), hijo del precedente.
- Antonio Escipión de Joyeuse (1565 - 1592), hijo del precedente.
- Enrique de Joyeuse (1563 - 1608), hijo del precedente.
- Enriqueta Catalina de Joyeuse (1585 - 1656), hija del precedente, casada en primeras nupcias en 1597 con Enrique de Montpensier (1573 - 1608), y en segundas en 1611 con Carlos I de Guisa (1591 - 1640)

### Casa de Guisa
- Luis de Guisa-Joyeuse (1622 - 1654), hijo de los precedentes.
- Luis José de Guisa (1650 - 1671), duque de Guisa.
- Francisco José de Guisa (1670 - 1675), duque de Guisa.
- María de Guisa (1615 - 1688), duquesa de Guisa, princesa de Joinville.
- Carlos Francisco de Lorena-Elbeuf (1661 - 1702), príncipe de Commercy. (En 1690-3 el Ducado fue confiscado por la Corona, al entrar el duque al servicio del Emperador Leopoldo I en el transcurso de la Guerra de la Liga de Augsburgo).
- Juan Francisco de Paula de Lorena-Elbeuf (1672 - 1693), príncipe de Lillebonne.
- Francisco María de Lorena-Elbeuf (1624 - 1694), príncipe de Lillebonne.
- Ana de Lorena (1639 - 1720).

### Casa de Melun
- Luis II de Melun (1694 - 1724), príncipe de Epinay, baron de Antoing.

- Datos: Q5814605